# Pisanoa
Pisanoa là một chi rêu trong họ Jungermanniaceae.